# Changan CS75
La Changan CS75 è un'autovettura prodotta dalla casa automobilistica cinese Chang'an Motors dal 2013.

## Profilo e contesto

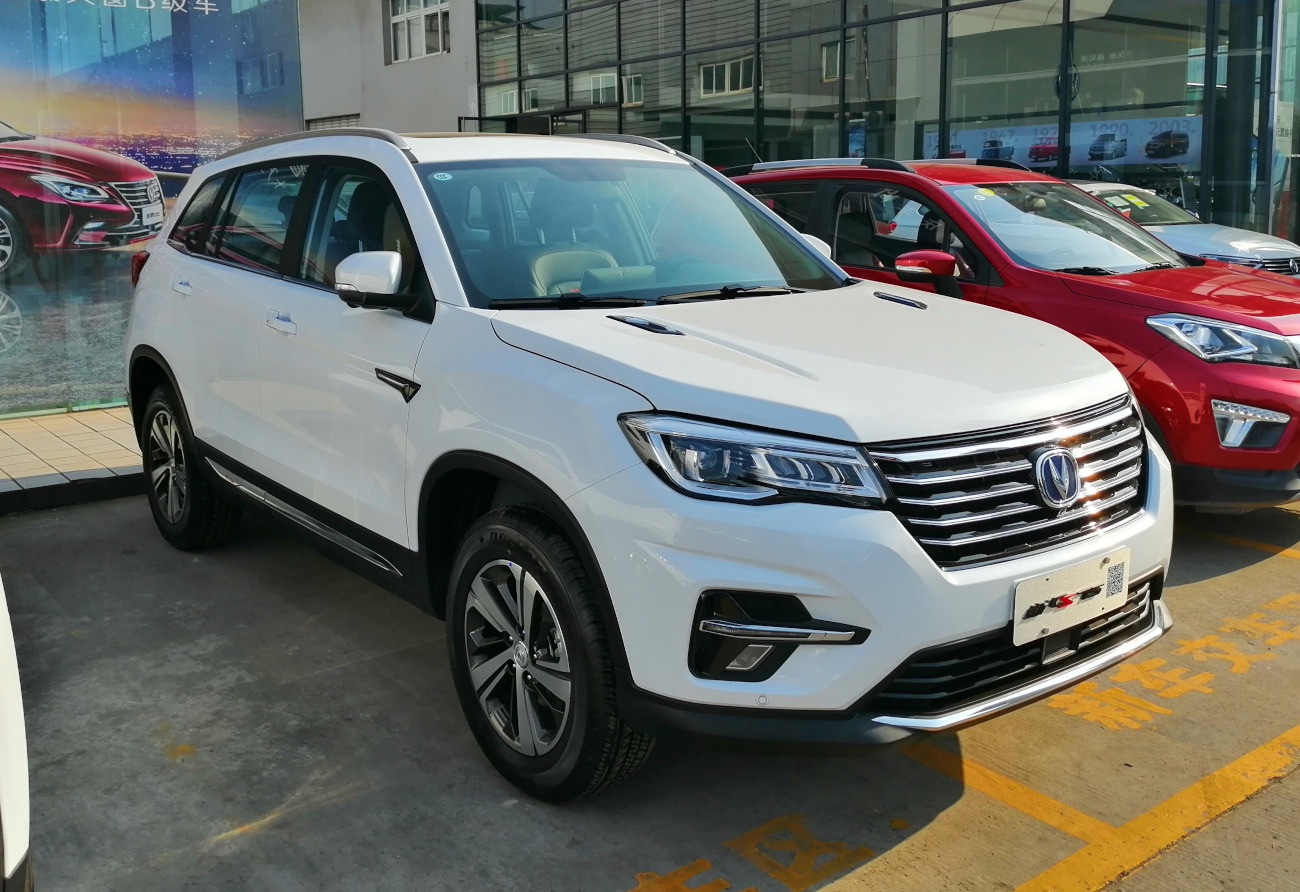
Chang'an CS75 restyling 2018

La CS75 è un crossover compatto prodotto che ha debuttato a livello internazionale a settembre 2013 
asalone di Francoforte e poi in Cina a novembre l Salone dell'Auto di Guangzhou 203 ed è stata lanciata sul mercato automobilistico cinnellaaprimavera del e l 2014. La prima generazione ha ricevuto un restyling nel 2018 con l'aggiunta di un modello con motorizzazione ibrida plug in. Nella gamma del costruttore asiatico, la vettura si pone tra la compatta Changan CS55 e la medio-grande Changan CS95.
Per la CS75 sono disponibili due motorizzazioni benzina a quattro cilindri: un 1,8 litri turbocompresso con 180 CV e 230 Nm e un 2,0 litri aspirato con 158 CV. Entrambi i motori sono abbinati a un cambio manuale a 6 marce o in opzione a un automatico.

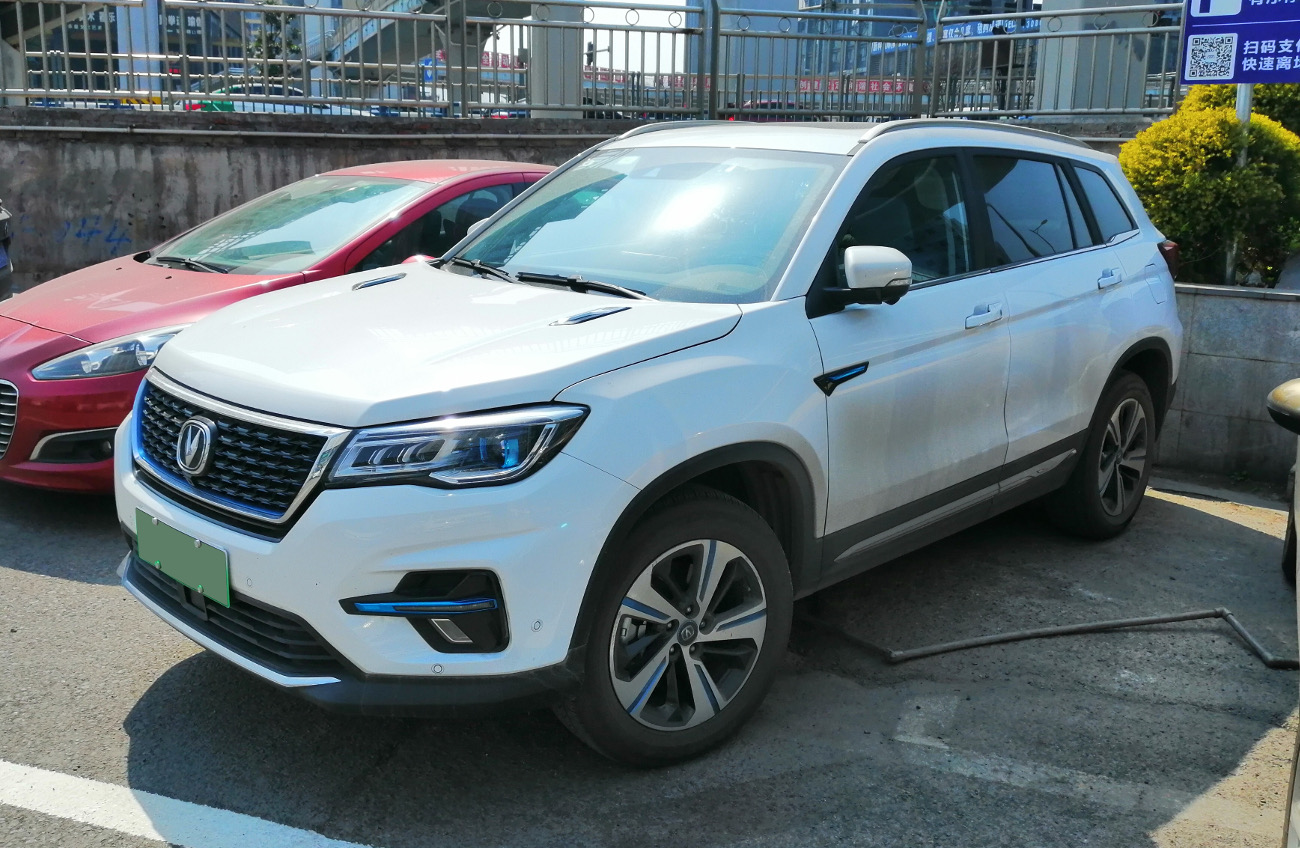
Chang'an CS75 PHEV

Durante il Salone dell'Auto di Pechino 2018 è stata presentata la versione restyling, che si differenzia per nuove componenti della carrozzeria come il paraurti anteriore, le griglie e prese d'aria anteriori e le luci posteriori. Con l'aggiornamento è stata introdotta la versione "Millionth Edition" che è alimentata da un motore turbo da 1,5 litri con 178 CV e 265 Nm accoppiato a un cambio manuale a 6 marce o a un doppia frizione a 7 marce.
Con il restyling è stata introdotta una motorizzazione ibrida plug-in che ha debuttato a settembre 2018. Questa è dotata di un pacco batterie dal peso di 136 kg da 13 kWh che fornisce nella sola modalità elettrica un'autonomia di 60 km secondo il ciclo NEDC. Il sistema di propulsione elettrica della CS75 PHEV è costituito da due motori elettrici posti uno sull'asse anteriore e l'altro al posteriore.